# Александров, Александр Иванович (художник)
Александр Иванович Александров (настоящая фамилия Селезень; 2 (14) февраля 1894, Харьков, Харьковская губерния, Российская империя — 18 сентября 1948, Киев, УССР, СССР) — советский художник-живописец, график, плакатист. Автор живописных тематических полотен, иллюстратор и оформитель книг.

## Биография
Родился 2 (14) февраля 1894 года в Харькове. Учился в Харьковской декоративной школе (1909—1912) и Харьковском художественном училище (1912—1914) у А. М. Любимова. Участник Первой мировой войны. Участник выставки в Севастополе в 1917 году. Во время Гражданской войны находился в рядах Красной Армии, писал портреты, оформлял театральные постановки, занимался агитационно-массовым искусством. В 1924–1938 годах являлся членом Ассоциации художников Красной Украины. 
После мобилизации работал в различных издательствах УССР, занимался станковой живописью, писал картины и пейзажи. В 1940-х годах исполнял плакаты, литографические портреты Н. В. Гоголя, М. Ю. Лермонтова и оформлял книги. 
Участвовал в Выставке украинской книжной графики (1929), Юбилейной выставке произведений художников УССР (1938), Художественной выставке «20 лет РККА и Военно-морского флота» (Москва, 1938), Осенней выставке художников Киева (1938—1939), Выставке произведений художников УССР (Львов, 1940) и других. 
Умер 18 сентября (по другим данным 21 сентября) 1948 года в Киеве. 

## Работы

### Плакаты
- «Окрыляйте Украину! Наша сила — мощные крылья в обороне СССР» (1930)
- «Физкультура массам» (начало 1930-х)[5]
- «Ленинский комсомол был и остаётся молодым резервом нашей революции (Сталин)» (1936)[6]
- «Раздавим фашистскую гадину» (1941)

### Станковая живопись
- «Первый тунгусский партизанский отряд во главе с товарищем Постышевым» (1934—1935)
- «Тачанка» (1935)
- серия картин про Н. А. Щорса (1936)
- «Героический Донбасс в 1919» (1937)
- «Пушкин сжигает рукописи» (1937)
- «Пушкин среди украинских крестьян» (1937)
- «Ночные манёвры» (1938)
- «Гайдамаки» (1939)
- «Сибирские партизаны» (1940-е)
- «Крещение Руси» (1940-е)
- «Переяславская Рада» (1940-е)
- «1905 год» (1940-е)
- «Взятие Лавры в 1918» (1940-е)
- «22 июля. Бой на заставе» (1941—1946)
- «Ледовое побоище» (1941—1946)
- «Гуцулы-партизаны в Карпатах» (1941—1946)
- «Старый город Ташкент» (1941—1946)

### Портреты
- «Пётр Могила» (1939)
- «Ольга Кобылянская» (1941—1945)
- «Юрий Федькович» (1941—1945)
- «Николай Гоголь» (1941—1945)
- «Михаил Ломоносов» (1941—1945)